# William Baird (Zoologe)
William Baird (* 8. Januar 1803 in Eccles, Berwickshire; † 27. Januar 1872 in London) war ein britischer Zoologe und Arzt. Er war Spezialist für niedere Krebstiere (Entomostraca) und schrieb darüber eine Monografie für die Ray Society.

## Leben
Baird ging in Edinburgh zur Schule und studierte Medizin in Edinburgh, Dublin und Paris. Ab 1823 war er Chirurg bei der East India Company und in dieser Funktion in Indien und China. 1829 kehrte er nach England zurück (reiste aber 1832/33 nochmals nach China) und war niedergelassener Arzt in London, bevor er 1841 der Zoologischen Abteilung des British Museum (das spätere Natural History Museum) beitrat.
Auf seinen Reisen (die ihn auch nach Südafrika, Südamerika und die Karibik führten) betätigte er sich auch als Naturforscher.
Er war Fellow der Royal Society (1867) und der Linnean Society of London. 1829 war er Gründungsmitglied des Berwickshire Naturalist Club.

## Schriften
- Monograph of the family Limnadidae, a family of entomostracous Crustacea. In:  Proceed. of the Zool. Soc. 1849,  S. 84–90
- The Natural History of British Entomostraca. Ray Society 1850, Archive
- Cyclopaedia of the Natural Sciences. Griffin, London 1858
- The Student’s Natural History. Griffin, London 1863